# 게도주

게도주

게도주(소말리어: Geedo)는 소말리아 남부에 위치한 주로, 주도는 가르바하리이다. 에티오피아, 케냐와 국경을 맞대고 있으며 바콜주와 바이주, 주바다데헤주, 주바다호세주와 인접해 있다.